# تیئنوتری‌آزولودیازپین

ساختار اصلی تینوتری‌آزولودیازپین ها

تیئنوتری‌آزولودیازپین  یک ترکیب هتروسیکلیک حاوی یک حلقه دیازپین با حلقه های تیوفن و تریازول متصل شده است. تیانوتریازولودیازپین هسته اصلی چندین داروی شیمیایی را تشکیل می دهد از جمله:
- بروتیزولام
- Ciclotizolam
- Deschloroetizolam
- اتیزولام
- Fluclotizolam
- Metizolam

تینوتری‌آزولودیازپین‌ها با سایت گیرنده بنزودیازپین تعامل می کنند، آن‌ها معمولاً اثرات مشابه 4،1-بنزودیازپین ها (مانند دیازپام) و تری‌آزولوبنزودیازپین ها (مانند آلپرازولام) دارند.
تینوتری‌آزولودیازپین ها که GABAA receptor positive allosteric modulator نیستند عبارتند از:
- Israpafant [۲]
- JQ1